# 張永翰
張永翰，皮克斯分鏡動畫師，台灣彰化員林人。於台灣專科就學時主修企業管理，大學畢業後，違抗父親，前往美國就讀動畫系，在美國居留十年。動畫系畢業前夕被皮克斯延攬，三年後擔任3D電腦動畫電影《腦筋急轉彎》的故事分鏡師。據報導，張永翰是皮克斯工廠目前唯一一位來自台灣的故事分鏡師。
張永翰曾投書台灣獨立媒體《報導者》，表示自己不是「台灣之光」，而是被台灣教育流放的魯蛇。